# 계림중학교
계림중학교(鷄林中學校)는 대한민국 경상북도 경주시 황성동에 있는 공립 중학교이다.

## 학교 연혁
- 1985년 12월 23일 : 공립 계림중학교 설립인가
- 1986년 3월 1일 : 초대 유남식 교장 취임
- 1986년 10월 17일 : 개교식 거행
- 1992년 10월 29일 : 교육부 지정 연구학교 공개
- 1997년 10월 30일 : 도교육청지정 체육교육 시범학교 공개
- 2001년 10월 5일 : 「부진아 지도 시범학교」 도지정 공개
- 2002년 3월 1일 : 「집단상담」 공개지정
- 2006년 3월 1일 : 특수학급 1학급 신설
- 2008년 3월 1일 : 교실수업개선 시범학교 도지정
- 2011년 3월 1일 : 특수학급 1학급 증설
- 2021년 9월 1일 : 제15대 이승태 교장 취임
- 2024년 1월 5일 : 제36회 졸업식(총 졸업생수 10,757명)
- 2024년 3월 4일 : 제39회 입학식(신입생 154명 입학)

## 참고 자료
- 계림중학교 - 한국교육학술정보원 학교알리미